# Tam Nghĩa
Tam Nghĩa là một xã thuộc huyện Núi Thành, tỉnh Quảng Nam, Việt Nam.

## Địa lý
Xã Tam Nghĩa nằm ở phía nam huyện Núi Thành, có vị trí địa lý:
- Phía đông giáp Biển Đông
- Phía tây giáp xã Tam Mỹ Đông
- Phía nam giáp tỉnh Quảng Ngãi
- Phía bắc giáp thị trấn Núi Thành và các xã Tam Quang, Tam Giang.

Xã Tam Nghĩa có diện tích 51,72 km², dân số năm 2019 là 11.719 người, mật độ dân số đạt 227 người/km².

## Hành chính
Xã Tam Nghĩa được chia thành 7 thôn: Long Bình, Thanh Trà, Định Phước, Tịch Tây, Hòa Mỹ, An Long, Hòa Đông.

## Kinh tế - xã hội
Sân bay Chu Lai nằm trên địa bàn xã.

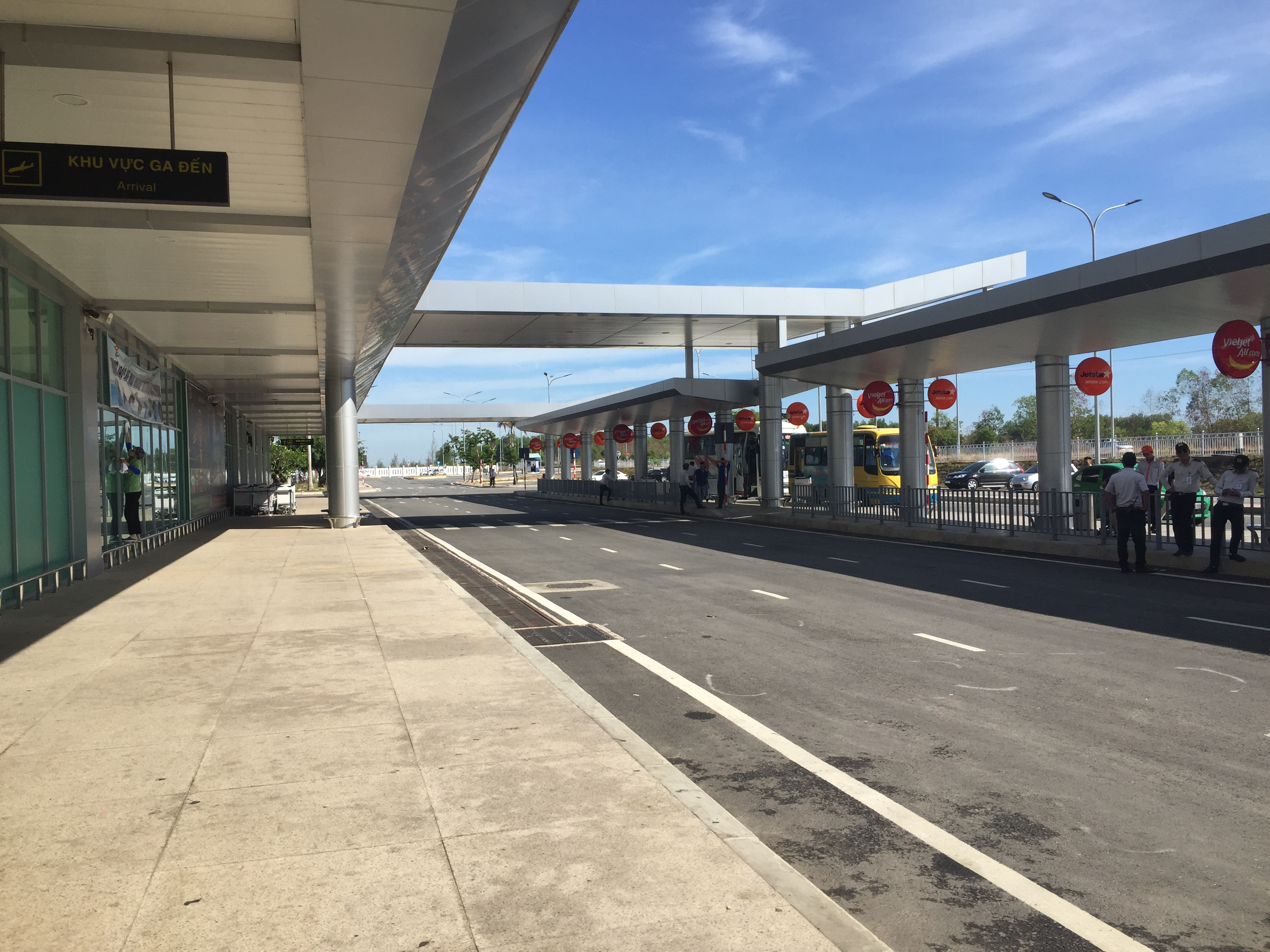
Sân bay Chu Lai

Tài nguyên thiên nhiên đáng kể ở xã chủ yếu là đá. Tại đây có rất nhiều mỏ đá khai thác bởi các công ty trong nước cũng như nước ngoài (Trung Quốc).
Trường học trên địa bàn xã gồm có: 
- Trường Tiểu học Hùng Vương
- Trường Tiểu học Ngô Quyền
- Trường Trung học Cơ sở Lê Lợi.